# Hjalmar Karlgren
Gustaf Hjalmar Teodor Karlgren, född 16 juli 1897 i Jönköping, död 30 mars 1978 i Stockholm, var en svensk jurist. 
Karlgren avlade juris kandidatexamen vid Stockholms högskola 1918 och blev juris doktor 1930. Han var 1919–1931 stenograf i riksdagens andra kammare, docent i  civilrätt vid Lunds universitet 1930–1935, professor där 1936–1946 och justitieråd 1946–1964. Karlgren invaldes som ledamot av Humanistiska Vetenskapssamfundet i Lund .
Hjalmar Karlgren var son till Johannes Karlgren, adjunkt i latin, grekiska och modersmålet vid Jönköpings högre allmänna läroverk och hans hustru Gabriella (Ella) Hasselberg Jakobsdotter samt bror till professorn Anton Karlgren och sinologen Bernhard Karlgren. Han blev vidare far till Hans Karlgren. Han ligger begraven på Norra begravningsplatsen i Stockholms län.

## Utmärkelser
- Riddare av Nordstjärneorden, 1944[5]
- Kommendör av första klassen av Nordstjärneorden, 15 november 1948[6]
- Kommendör med stora korset av Nordstjärneorden, 6 juni 1956.[7]